# حسين آل سلهام
حسين آل سلهام هو باحث وناشط اجتماعي تاريخي سعودي، من مواليد مدينة سيهات بالقطيف. آل سلهام حاصل على شهادة البكالوريوس في إدارة الأعمال.

## مؤلفاته
إضافةً إلى ما ألّفه آل سلهام من الكُتب التاريخيّة والدواوين، فقد كانت له كتابات ومقالات صحفية، نشر فيها بعض بحوثه فيما بين عامي 1416-1418هـ في جريدة اليوم.
| الغلاف | الاسم                                    | النوع | الناشر                                    | سنة النشر (م) | مرجع                |
| ------ | ---------------------------------------- | ----- | ----------------------------------------- | ------------- | ------------------- |
|        | تاريخ هجر                                | تاريخ | دار أطياف للنشر                           | 2020          |                     |
|        | قطيف أهل البيت                           | تاريخ | مؤسسة أهل البيت الثقافية                  |               | [ 6 ]               |
|        | خليج القطيف والصراع                      | تاريخ | دار أطياف للنشر والتوزيع                  | 2013م         | [ 7 ]               |
|        | قطيف ما قبل الإسلام                      | تاريخ |                                           |               |                     |
|        | تاريخ سيهات                              | تاريخ |                                           |               | [ 5 ] [ 8 ]         |
|        | سيهات والبحر                             |       | بحث تاريخي للحركة الملاحية في مدينة سيهات |               | [ 5 ] [ 9 ]         |
|        | المجتمع السيهاتي                         |       | دار المحجة البيضاء                        | 2002م         | [ 5 ] [ 10 ] [ 11 ] |
|        | قطيف أهل البيت                           |       |                                           |               | [ 5 ]               |
|        | ساحل القرامطة: دراسة تاريخية لقرامطة هجر | تاريخ |                                           |               | [ 5 ] [ 12 ] [ 13 ] |

كتاب المنذر بن مستوى ملك البحرين

## وصلات خارجية
- صفحة حسين آل سلهام على جود ريدز.
- حسن الشيخ في حوار مع المؤرخ الاستاذ حسين آل سلهام حول تاريخ القطيف والاحساء على قناة الأوحد الفضائية.
- مقالة دراسة تاريخية لحسين آل سلهام على شبكة الطواش.
- محاضرة آل سلهام عن تاريخ القطيف في منتدى سيهات الثقافي على جهينة الإخبارية.